# مرز جنون (مجموعه تلویزیونی)
مرز جنون (به انگلیسی: Flashpoint) نام یک مجموعه تلویزیونی درام پلیسی محصول کشور کانادا است. سه فصل ابتدایی این مجموعه تلویزیونی در ۱۱ ژوئیه ۲۰۰۸ توسط شبکه تلویزیونی سی‌تی‌وی در کشور کانادا و شبکهٔ سی‌بی‌اس در ایالات متحده شروع به پخش شد. در سال ۲۰۱۱ نیز تلویزیون یون، قسمت‌های جدید این مجموعه تلویزیونی را در کشور آمریکا پخش نمود. این مجموعه تلویزیونی از تاریخ ۹ مارس ۲۰۰۸ توسط شبکه فرانسوی زبان وی و در استان کبک کانادا به روی آنتن رفته‌است. مجموعه تلویزیونی مرز جنون به تهیه‌کنندگی مارک الیس و استفانی مورگنسترن ساخته شده و هاگ دیلون، امی جو جانسون، دیوید پاتکو و انریکو کلانتونی نیز در آن نقش‌آفرینی کرده‌اند. در ۲۵ ژانویه ۲۰۱۱، تلویزیون یون، تمام حقوق نمایش و تولید این مجموعه را خریداری کرد. این مجموعه از پرمخاطبترین سریال هایی است که در کانادا ساخته شده است. 

## داستان
فیلم «فلش‌پوینت» حول محور تیم شماره یک از واحد واکنش سریع پلیس در یک کلان‌شهر خیالی آمریکای شمالی می‌چرخد. این واحد تخصصی براساس نیروی واکنش اضطراری پلیس تورنتو ساخته شده و شهر محل وقوع داستان نیز به وضوح تورنتو در استان انتاریو را تداعی می‌کند.

## نظر منتقدان
برخی از منتقدان، کیفیت این مجموعه تلویزیونی را بسیار بالا توصیف کرده و حتی بعضی معتقدند که برخی از قسمت‌های آن در حد یک شاهکار است! یکی از دلایلی که باعث می‌شود مرز جنون به‌عنوان یک شاهکار شناخته شود، این است که این مجموعه تلویزیونی براساس عملکرد نامتعارف پلیس ساخته شده‌است. کسانی که در واحد واکنش‌های استراتژیک پلیس(SRU) فعالیت دارند، برای رویارویی با مشکلاتی تربیت می‌شوند که پلیس‌های عادی از عهده حل و فصل آن بر نمی‌آیند. همین موضوع باعث شده که مخاطبان به‌شدت منتظر قسمت‌های بعدی این مجموعه باشند.
یکی از منتقدان سینما و تلویزیون کانادا دربارهٔ مجموعه مرز جنون می‌نویسد: «زمانی که هر قسمت از مجموعه مرز جنون را می‌بینم حسی از موفقیت در ذهن من شکل می‌گیرد و همین مسئله باعث می‌شود که در هنگام تماشای هر قسمت از این مجموعه تکان نخورم و دنبال چیز دیگری جز تماشای این مجموعه نباشم.»